# Jean-François Schneiders
Jean-François Schneiders (ur. 22 czerwca 1990 w Wiltz) – luksemburski pływak, wielokrotny medalista igrzysk małych państw Europy i mistrz Luksemburga oraz uczestnik mistrzostw świata.

## Kariera

### Występy na mistrzostwach świata
W 2011 wystąpił na mistrzostwach świata, na których wystartował na 50, 100 i 200 m stylem grzbietowym. W każdej z tych konkurencji odpadł w eliminacjach. Na najkrótszym dystansie był 26. z czasem 26,70 s, na 100 m zajął 42. miejsce z czasem 57,03 s, a na 200 m uplasował się na 28. pozycji z czasem 2:03,68 s. W 2013 ponownie wystąpił na mistrzostwach świata, na których wystartował na 100 i 200 m stylem grzbietowym. Na krótszym dystansie był 34. z czasem 56,88 s, a na dłuższym zajął 25. miejsce z czasem 2:02,96 s.

### Medale igrzysk małych państw Europy
Jest wielokrotnym medalistą igrzysk małych państw Europy. W 2011 zdobył złoto na 100 m stylem grzbietowym z czasem finałowym 58,41 s i w sztafecie 4 × 200 m stylem dowolnym z czasem 7:44,18 s (Schneiders uzyskał czas 1:55,00 na swojej zmianie) oraz srebro na 200 m stylem grzbietowym z czasem finałowym 2:06,21 s. W 2013 zdobył złoto w sztafecie 4 × 100 m stylem zmiennym, 4 × 100 m i 4 × 200 m stylem dowolnym oraz na 100 i 200 m stylem grzbietowym i dowolnym. W 2015 wywalczył złoto na 200 m stylem grzbietowym z czasem 2:05,41 s, w sztafecie 4 × 200 m stylem dowolnym z czasem 7:35,41 s (Schneiders płynął na pierwszej zmianie i uzyskał czas 1:54,05 s), 4 × 100 m stylem zmiennym z czasem 3:43,75 s (Schneiders uzyskał na swojej zmianie czas 57,50 s) i 4 × 100 m stylem dowolnym z czasem 3:24,18 s (Schneiders na swojej zmianie uzyskał czas 50,89 s), srebro na 100 m stylem grzbietowym z czasem 57,67 s i na 200 m stylem dowolnym z czasem 1:52,77 s oraz brąz na 100 m stylem dowolnym z czasem 51,71 s.

### Mistrzostwa Luksemburga
W 2011 został mistrzem Luksemburga na 50, 100 i 200 m stylem grzbietowym oraz 50 m stylem dowolnym. W 2012 ponownie został mistrzem kraju na 50, 100 i 200 m stylem grzbietowym. W 2013 po raz kolejny zwyciężył w tych konkurencjach. W 2014 znowu został mistrzem Luksemburga na 50, 100 i 200 m stylem grzbietowym. W 2015 ponownie został mistrzem kraju na 50 i 100 m stylem grzbietowym oraz wicemistrzem na 100 m stylem dowolnym, 200 m tym samym stylem i w sztafecie mieszanej 4 × 100 m stylem zmiennym.
W 2011 został mistrzem Luksemburga na krótkim basenie na 50, 100 i 200 m stylem grzbietowym, 100 i 200 m stylem dowolnym oraz wicemistrzem na 50 m stylem dowolnym. W 2012 został mistrzem kraju na krótkim basenie na 100 m stylem grzbietowym, 100 i 200 m stylem dowolnym oraz wicemistrzem na 50 i 200 m stylem grzbietowym, w 2013 został wicemistrzem Luksemburga na krótkim basenie na 100 m stylem grzbietowym i 400 m stylem dowolnym oraz brązowym medalistą na 200 m stylem dowolnym, a w 2015 zdobył brązowy medal mistrzostw kraju na 50 i 100 m stylem dowolnym.

### Inne zawody
W 2008 zajął 6. miejsce na 50 m stylem grzbietowym na juniorskich mistrzostwach Europy. W 2010 po raz pierwszy wziął udział w mistrzostwach Europy w pływaniu na krótkim basenie, na których wystartował na 50, 100 i 200 m stylem grzbietowym oraz 200 m stylem dowolnym. W każdej z tych konkurencji odpadł w eliminacjach. Na 50 m stylem grzbietowym uplasował się na 28. pozycji z czasem 28,73 s. Na dwukrotnie dłuższym dystansie był 30. z czasem 55,08 s, natomiast na 200 m zajął 17. miejsce z czasem 1:58,47 s. Na 200 m stylem dowolnym uplasował się na 37. pozycji z czasem 1:50,30 s. W tym samym roku wystąpił także na mistrzostwach świata na krótkim basenie, na których wystartował na 50, 100 i 200 m stylem grzbietowym. We wszystkich konkurencjach odpadł w eliminacjach. Na najkrótszym dystansie był 43. z czasem 25,82 s, na dwukrotnie dłuższym dystansie również zajął 43. miejsce z czasem 55,43 s, z kolei na 200 m uplasował się na 24. pozycji z czasem 1:59,12 s.
W 2011 ponownie wziął udział w mistrzostwach Europy na krótkim basenie, na których wystąpił w zawodach na 50, 100 i 200 m stylem grzbietowym oraz 100 i 200 m stylem dowolnym. We wszystkich konkurencjach odpadł w eliminacjach. Na 50 m kraulem był 33. z czasem 25,19 s, na dwukrotnie dłuższym dystansie zajął 35. miejsce z czasem 54,31 s, z kolei na 200 m uplasował się na 22. pozycji z czasem 1:57,47 s. Na 100 m stylem dowolnym zajął 42. miejsce z czasem 49,60 s, natomiast na dwukrotnie dłuższym dystansie był 47. z czasem 1:48,89 s.
W 2012 ponownie wystartował na mistrzostwach Europy na krótkim basenie, na których wziął udział w wyścigach na 50 i 200 m stylem grzbietowym, 100 m stylem dowolnym oraz sztafecie mieszanej 4 × 50 m stylem dowolnym. W każdej konkurencji odpadł w eliminacjach. Na 50 m stylem grzbietowym uplasował się na 36. pozycji z czasem 25,40 s, na czterokrotnie dłuższym dystansie był 22. z czasem 1:57,38 s, natomiast na 100 m stylem dowolnym zajął 40. miejsce z czasem 50,03 s. Luksemburska sztafeta z jego udziałem uplasowała się na 16. pozycji z czasem 1:47,74 s (Schneiders popłynął na pierwszej zmianie i uzyskał czas 25,81 s). W tym samym roku wystąpił także na mistrzostwach Europy, na których wziął udział w wyścigach na 50, 100 i 200 m stylem grzbietowym oraz 200 m stylem dowolnym. Na 50 m stylem grzbietowym zajął 38. miejsce z czasem 27,00 s, na 100 m tym samym stylem był 34. z czasem 56,93 s, na dwukrotnie dłuższym dystansie uplasował się na 39. pozycji z czasem 2:05,20 s, a na 200 m stylem dowolnym był 41. z czasem 1:53,71 s
W 2013 wystartował na uniwersjadzie, na której wystąpił na 50, 100 i 200 m stylem grzbietowym oraz 100 i 200 m stylem dowolnym. W każdej z tych konkurencji odpadł w eliminacjach. Na 50 m kraulem zajął 7. miejsce w swoim wyścigu eliminacyjnym z czasem 27,06 s. Na dystansie dwukrotnie dłuższym był 6. w swoim wyścigu eliminacyjnym z czasem 57,46 s, a na 200 m uplasował się na 7. pozycji z czasem 2:05,25 s. Na 100 m stylem dowolnym zajął 7. miejsce w swoim wyścigu eliminacyjnym z czasem 52,02 s, a na dwukrotnie dłuższym dystansie nie przystąpił do rywalizacji. Uzyskiwane czasy dawały mu odpowiednio 32., 30., 24. i 45. pozycję w klasyfikacji generalnej.
W 2014 wystąpił na mistrzostwach Europy, na których zajął 35. miejsce na 50 m stylem grzbietowym z czasem 26,76 s, 39. na 100 m stylem grzbietowym z czasem 57,50 s, 29. na 200 m stylem grzbietowym z czasem 2:04,32 s, 12. w sztafecie 4 × 100 m stylem dowolnym z czasem 3:23,09, 15. w sztafecie 4 × 200 m stylem dowolnym z czasem 7:32,99 s i 16. w sztafecie 4 × 100 m stylem zmiennym z czasem 3:45,18 s.

## Rekordy Luksemburga

### Indywidualne

#### Na krótkim basenie
Na podstawie:
- 200 m stylem grzbietowym – 1:57,38 s ( Chartres, 22 listopada 2012, Mistrzostwa Europy w Pływaniu na krótkim basenie 2012)

#### Na długim basenie
Na podstawie:
- 50 m stylem grzbietowym – 26,12 s ( Luksemburg, 25 stycznia 2009)
- 100 m stylem grzbietowym – 56,33 s ( Luksemburg, 29 maja 2013)
- 200 m stylem grzbietowym – 2:01,71 s ( Luksemburg, 28 maja 2013)

### Sztafetowe

#### Na długim basenie
Na podstawie:
- 4 × 100 m stylem dowolnym – 3:23,09 s ( Berlin, 18 sierpnia 2014, Mistrzostwa Europy w Pływaniu 2014)
- 4 × 200 m stylem dowolnym – 7:32,99 s ( Berlin, 23 sierpnia 2014, Mistrzostwa Europy w Pływaniu 2014)
- 4 × 100 m stylem zmiennym – 3:43,75 s ( Reykjavík, 4 czerwca 2015, Igrzyska Małych Państw Europy 2015)